# سفارة بلغاريا في اليونان
سفارة بلغاريا في اليونان هي أرفع تمثيل دبلوماسي لدولة بلغاريا لدى اليونان. تقع السفارة في أثينا وهي تهدف لتعزيز المصالح البلغارية في اليونان.

## وصلات خارجية
- قائمة سفارات بلغاريا
- قائمة السفارات في اليونان